# Siekierezada (film)

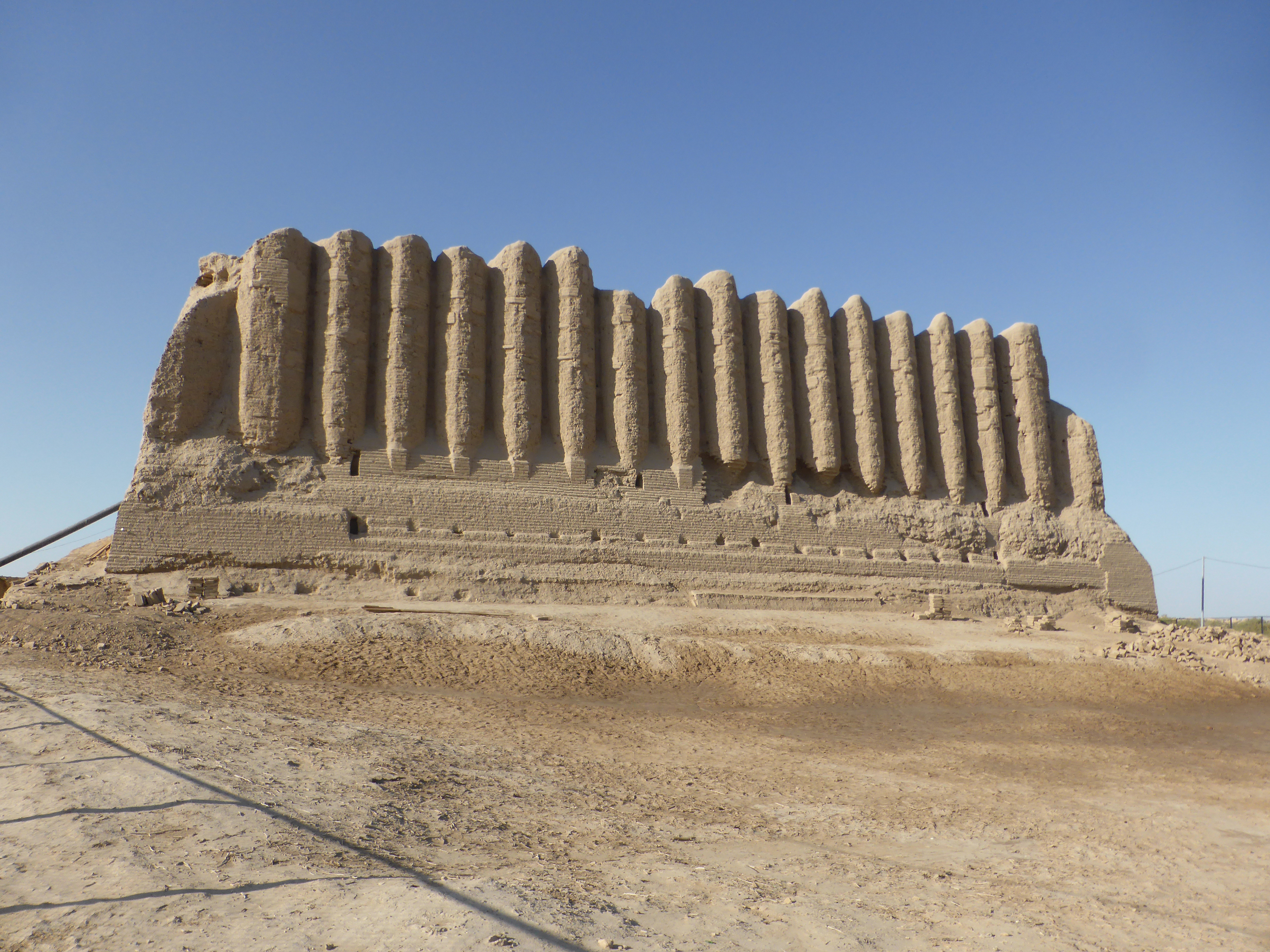
Wielkie Kyz Kala w Turkmenistanie – filmowa sceneria wizji Gałązki Jabłoni

Siekierezada – polski film psychologiczny z 1985 roku w reżyserii Witolda Leszczyńskiego. Adaptacja prozy Edwarda Stachury pt. Siekierezada albo Zima leśnych ludzi.

## Opis fabuły
Janek Pradera – poeta i obieżyświat, którego cały dobytek mieści się w worku niesionym na plecach – po rozstaniu z ukochaną, nazywaną przez niego Gałązką Jabłoni, zaszywa się w głębokiej puszczy Bieszczadów, żeby, jak to mówi: „trochę odtajać”. Zamieszkuje u babci Oleńki i podejmuje pracę przy wyrębie lasu. Pradera zaprzyjaźnia się z robotnikami z wyrębu: Peresadą, Wasylukiem, młodym Batiukiem. Ludzie ci są otwarci, przyjacielscy i szczerzy. Razem spędzają czas po pracy. Ukazane środowisko drwali dzieli się na postacie rubaszne i szorstkie (Peresada, Wasyluk, Bogdański, Kaziuk) oraz osoby refleksyjne, rozdarte (Pradera, Kątny).
W bieszczadzkiej scenerii Janek prowadzi też nieustanny, wewnętrzny dialog ze swoją ukochaną. Rozmyśla nad niemożliwą miłością, targają nim dylematy moralne, radość życia oraz pokusa samobójstwa.

## Obsada
- Edward Żentara – Jan Pradera
- Ludwik Pak – Peresada
- Ludwik Benoit – Wasyluk
- Wiktor Zborowski – młody Batiuk
- Jadwiga Kuryluk – babcia Oleńka
- Franciszek Pieczka – leśniczy Bogdański
- Jerzy Block – maszynista Bartoszko
- Daniel Olbrychski – Michał Kątny
- Krzysztof Majchrzak – Kaziuk
- Jan Jurewicz – Selpka
- Anna Milewska – Cecylka, żona leśniczego
- Joanna Sienkiewicz – bibliotekarka Halina
- Maria Ciunelis – żona Selpki
- Jan Paweł Kruk – gajowy
- Iga Cembrzyńska – pijana kobieta na zabawie
- Teodor Gendera – kierowca bibliotecznego autobusu
- Jan Łopuszniak – dróżnik
- Jerzy Zass – mężczyzna chcący sprzedać pas w „Hoplance”
- Małgorzata Boratyńska – kelnerka w „Hoplance”
- Sylwester Maciejewski – zabijaka na zabawie
- Aleksander Kalinowski – zabijaka na zabawie
- Czesław Mroczek – robotnik na wyrębie
- Zygmunt Fok – Tomala

## Produkcja
Pierwotnie reżyser Witold Leszczyński miał zamiar przenieść na ekran Siekierezadę przy udziale w tworzeniu filmowego scenariuszu Edwarda Stachury, jednak zgody nie wydały władze. Ostatecznie adaptacji dokonano już po samobójczej śmierci pisarza. Scenariusz oparto na dziele Stachury pt. Siekierezada albo Zima leśnych ludzi (1971) oraz częściowo na opowiadaniu Się (1977), z którego zaczerpnięto piosenkę pt. „Co warto”. Realizację filmu podjął Zespół Filmowy „Perspektywa”.
Film był kręcony m.in. w Bodzanowie, Czarnej Białostockiej, Warszawie oraz w Turkmenistanie (ruiny starożytnego miasta Merw w okolicach miasta Mary). Wbrew rozpowszechnionej opinii zdjęcia do filmu nie były realizowane w Bieszczadach. Wykorzystywane do celów promocyjnych skojarzenia z Cisną mają swoje źródło w krótkim epizodzie z biografii autora literackiego pierwowzoru. Akcja powieści Stachury rozgrywa się na Ziemiach Zachodnich, gdzie poeta rzeczywiście pracował przy wyrębie lasu (Grochowice w gminie Kotla).

## Nagrody
- Festiwal Polskich Filmów Fabularnych w Gdańsku 1986:
  - Złote Lwy Gdańskie dla najlepszego filmu[12][1][3]
  - Nagroda za drugoplanową rolę męską: Ludwik Pak[13]
- Lubuskie Lato Filmowe w Łagowie 1986:
  - Złote Grono dla najlepszego filmu[1][3]